# Winchelsea (Australia)
Winchelsea – miasto w Australii, w stanie Wiktoria.